# Sury-aux-Bois
Sury-aux-Bois település Franciaországban, Loiret megyében. Lakosainak száma 775 fő (2022. január 1.). Sury-aux-Bois Nesploy, Auvilliers-en-Gâtinais, Bellegarde, Châtenoy, Combreux, Nibelle, Quiers-sur-Bézonde, Saint-Martin-d’Abbat és Vitry-aux-Loges községekkel határos.

## Népesség
A település népessége az elmúlt években az alábbi módon változott:
| Lakosok száma | 421  | 392  | 433  | 689  | 785  | 791  | 792  | 790  | 789  | 775  |
|               | 1968 | 1982 | 1990 | 2006 | 2013 | 2015 | 2017 | 2019 | 2020 | 2022 |